# Littérature est-allemande
 (mars 2025).
Si vous disposez d'ouvrages ou d'articles de référence ou si vous connaissez des sites web de qualité traitant du thème abordé ici, merci de compléter l'article en donnant les références utiles à sa vérifiabilité et en les liant à la section « Notes et références ».
La littérature est-allemande désigne l'ensemble des œuvres littéraires écrites par des auteurs de l'Allmagne de l'Est ou République démocratique allemande (1949-1990).

## Évolutions historiques
L'évolution de la littérature de la RDA peut être divisé en différentes périodes. L'Aufbauliteratur (littéralement, la littérature de construction) des années 1950, précéda l'Ankunftsliteratur (littéralement, la littérature d'arrivée) des années 1960. Les années 1970 furent l'occasion d'une relative libéralisation de la production artistique, permettant l'émergence d'une littérature plus critique dans les années 1980. La chute du mur et la réunification furent marquées par la Wendeliteratur (littéralement, littérature du tournant) en 1989 et 1990.

### L'Aufbauliteratur(1949-1961)
Les débuts de la production littéraire furent marquées par une série d'œuvres antifascistes écrites par des auteurs en retour d'exil et qui voient l'émergence d'un nouvel État.
L'Aufbauliteratur traite de la construction des grandes installations industrielles (en particulier des usines chimiques). Dans ces récits, les ouvriers sont les héros. Le personnage principal typique est un ouvrier qualifié et expérimenté (généralement un peu âgé) qui, malgré les difficultés, aide à construire l'usine et se distingue ainsi par une accomplissement particulier de lui-même par le travail. Des représentants desdites « forces anciennes » (die alte Kraft) apparaissent également comme figures d'opposition. Ce sont des saboteurs qui empêchent le succès économique du socialisme et sont démasqués ou fuient vers l’Occident . Cette littérature diffuse une vision résolument optimiste sur le développement économique et social de la RDA. Il s’agit d’une littérature didactique qui vise à encourager les gens à s’engager pour la cause du socialisme. Eduard Claudius est représentatif de ce mouvement, notamment par son œuvre Menschen an unserer Seite (Des personnes à nos côtés).

### L'Ankunftsliteratur(1961-1971)

#### 1961–1965
Après la construction du mur de Berlin en 1961, une nouvelle approche littéraire a prévalue en Allemagne. Le SED promettait plus d’indépendance et une plus grande liberté de parole. Dans le même temps, les musiciens et les intellectuels critiques ont pu redevenir actifs publiquement. Parmi eux notamment Wolf Biermann, qui a pu donner à nouveau des concerts publics après une longue interdiction. De même, le beat, qui avait été fortement combattu les années précédentes, a été publiquement acceptée. En outre, le « Nouveau système économique de planification et de gestion » (NÖSPL) a été introduit dans l’économie, ce qui a entraîné une décentralisation et une plus grande autonomie des entreprises.
Cette phase libérale s'est aussi traduite en littérature, caractérisée par la voie de Bitterfeld, initiée par la conférence Bitterfeld de 1959. Cette nouvelle politique et la fermeture complète de la frontière qui rendait nécessaire de se contenter de l'économie et de la littérature de la RDA, ont formé la base de l'Ankunfstliteratur. Celle-ci a été tout particulièrement initiée par le roman Arrivée dans la vie quotidienne de Brigitte Reimann en 1961. Un autre exemple représentatif est The Divided Heaven (1963) de Christa Wolf. Les personnages principaux sont désormais généralement des jeunes intellectuels qui doivent faire leurs preuves tant sur le plan professionnel que privé.

#### 1965–1971
Les restrictions en matière de politique culturelle s'accrurent considérablement à partir de 1965 : le critique du régime Robert Havemann fut exclu de la direction du parti universitaire en 1963 et de l'Université Humboldt en 1964. Les libertés que la NÖSPL était censée garantir aux entreprises ne furent plus qu'accordées avec hésitation. Finalement, en 1965, une manifestation de fans de musique Beat s'est terminée par des arrestations massives et des poursuites judiciaires. En novembre, 12 films de la DEFA ont été interdits et Biermann, Stefan Heym et Havemann ont de nouveau été harcelés par des interdictions. De même, les œuvres littéraires publiées dans le cadre de la voie Bitterfeld sont tombées en discrédit et ont pratiquement disparu.

### Libéralisation (1971-1976)
L'arrivée de Erich Honecker au pouvoir en 1971 marque un tournant important pour la littérature de la RDA. Il a établi un programme de libéralisation pour tous les arts. Au début, les écrivains de la RDA ont bénéficié d’une plus grande liberté à condition que les bases du socialisme soient garanties et présentes dans leurs œuvres. Dans ce contexte, le concept d’« authenticité subjective » a pris de l'importance, il a été fortement développé par Christa Wolf (par exemple, Thinking about Christa T., 1968). L'accent n’y est plus mis sur le socialisme, mais plutôt sur les problèmes de l’individu dans la société socialiste.

### Stagnation et oppositions (1976-1989)

#### Évolution général
Après l'expulsion de Wolf Biermann en novembre 1976 et les protestations d'écrivains et d'artistes célèbres de la RDA qui s'en suivirent, la politique culturelle de la RDA est devenue plus intolérante et marquée idéologiquement.
De nombreux écrivains ont quitté le pays dans les années suivantes, comme Sarah Kirsch, Erich Loest, Günter Kunert et Reiner Kunze . D'autres sont restés en RDA mais n'ont plus été autorisés à y publier. La plupart d'entre eux ont reçu des visas de sortie de longue durée avec lesquels ils pouvaient faire la navette entre l'Est et l'Ouest aussi souvent qu'ils le souhaitaient (parmi eux Klaus Poche, Joachim Seyppel, Günter Kunert et Rolf Schneider ainsi que Stefan Heym et plus tard aussi Monika Maron .
Les auteurs restés en RDA se tournèrent de plus en plus vers des romans historiques dans lesquels ils pouvaient critiquer de manière plus discrète les conditions de vie en RDA.
C'est ainsi que furent écrits Märkische Forschungen de Günter de Bruyn et Kassandra de Christa Wolf, ainsi que Der König David Bericht et Ahasver de Stefan Heym (qui ne purent cependant pas être publiés en RDA).
Après que Mikhaïl Gorbatchev a entamé le glasnost en Union soviétique, les tensions en RDA ont augmenté. Le 10e Congrès des écrivains en 1987 a ainsi été marqué par de nombreux discours critiques contre le régime. Certains réclamaient une réhabilitation des auteurs partis ou bannis, d'autres la fin de la censure en RDA, comme Christoph Hein et Günter de Bruyn. Christa Wolf, l'écrivaine la plus connue de la RDA, n'a même pas assisté au congrès car elle considérait que l'Association des écrivains, n'était plus en mesure de fonctionner efficacement.

#### Littérature souterraine
Une tendance littéraire critique, qualifiée de « littérature souterraine » (Untergrundliteratur) s’est aussi renforcée. Dans le quartier de Prenzlauer Berg à Berlin-Est, de nombreux jeunes écrivains ont développé des réseaux, renonçant à la méthode traditionnelle de publication par l'intermédiaire des éditeurs. Ils publièrent grâce à des petites maisons d'édition indépendantes et donnèrent de nombreuses lectures afin de diffuser leurs œuvres. Ils s’inspiraient pour beaucoup des tendances post-structuralistes françaises pour produire des textes qui avaient pour ambition de ne pas pouvoir être compris par le pouvoir. Ces auteurs ont donc utilisé un style d’écriture délibérément irrationnel pour exprimer une opposition à la littérature instituée et aux structures de la RDA.
Il s'agissait notamment de : Stefan Döring, Egmont Hesse, Jan Faktor, Johannes Jansen, Uwe Kolbe, Andreas Koziol, Leonhard Lorek, Lothar Feix, Detlef Opitz, Frank-Wolf Matthies, Bert Papenfuß-Gorek, Gino Hahnemann, Cornelia Schleime, Peter Brasch, Michael Rom, Ulrich Zieger. Sascha Anderson ou Rainer Schedlinski au centre de cette scène, étaient très actifs en tant qu'employés non officiels du ministère de la Sécurité d'État . Un salon littéraire important de ce groupement littéraire était dirigé par Ekkehard Maaß .

### Littérature du tournant (1989-1990)
De nombreux écrivains s’impliquèrent dans les différentes manifestations de l'automne 1989. Lors de la manifestation du 4 novembre sur l'Alexanderplatz, Christa Wolf, Heiner Müller, Christoph Hein et d'autres ont clairement exprimé leur point de vue critique à l'égard de la situation politique actuelle.
Les changements sociaux fondamentaux obtenus après la chute du mur de Berlin le 9 novembre ont apporté, d'une part, une plus grande liberté de publication, mais, d'autre part, les opportunités de vente pour de nombreux auteurs moins connus ont été considérablement réduites. Certaines œuvres auparavant interdites purent désormais être publiées. Certains auteurs ont transformé les informations contenues dans leurs fiches découvertes dans les vastes dossiers d'espionnage en œuvres littéraires, comme Codename « Lyrics » de Reiner Kunze ou La Colère du mouton et La Stasi était mon Eckermann d'Erich Loest. La Wendeliteratur ne doit pas être confondue avec le <i>Wenderoman</i>.

#### Le dernier livre de la RDA
Le dernier livre publié en RDA était Ostberliner Treppengespräche de Jan Silberschuh avec des illustrations de Hans Ticha, publié par la Berlin Katzengrben-Presse . Il a été produit en édition de 999 pièces le 2 octobre 1990, à 23h59, une minute avant la réunification.

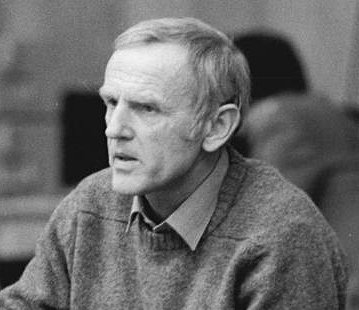
Günther de Bruyn en 1981

### Après la réunification (à partir de 1991)
Dans les années qui ont suivi 1990, les auteurs de l'ancienne RDA ont dû s'adapter aux nouvelles circonstances dues aux changements politiques. Certains ont conservé leurs succès, comme Günter de Bruyn. D’autres auteurs, notamment ceux fidèles au régime, ont connu dès lors une baisse considérable de leur popularité. Christa Wolf perdit sa réputation d'icône de la littérature de la RDA lorsque sa brève activité d'informatrice dans les années 1960 a été révélée ; Stephan Hermlin a été accusé de falsifications importantes de sa biographie ; d'autres auteurs comme Sascha Anderson ont été confrontés à leur activité d'informateurs.

## Importance sociale
La littérature avait, dans une mesure limitée, la fonction de créer un « public critique » en RDA selon la politique littéraire de la RDA. Il s’agissait également d’un substitut partiel aux restrictions de la liberté de la presse et de la liberté d’expression . Les écrivains pouvaient, à travers leurs œuvres et leurs apparitions publiques, tenter de fournir des aperçus et des descriptions du présent qui, dans d’autres pays, sont normalement fournis par des dicsours publics ou le journalisme. Des livres comme Franziska Linkerhand de Brigitte Reimann, Guten Morgen, du Schöne de Maxie Wander ou Störfall de Christa Wolf décrivent la vie en RDA d'une manière qui n'était pas possible sous cette forme dans les médias officiels.
En revanche, le SED a tenté de diffuser son idéologie avec plus de succès parmi la population de la RDA par le biais de la littérature financée par l'État. Peu après 1945, la littérature s’est vu attribuer « une fonction centrale et fondamentale dans la construction et le développement du socialisme ».
En outre, la diffusion de la littérature classique allemande et étrangère était tolérée, voire encouragée, tant qu'elle ne contredisait pas fondamentalement les convictions idéologiques fondamentales du parti. Comme ailleurs, les chiffres de diffusion de la littérature populaire diversifiée ont largement dépassé ceux de la littérature plus académique.

### Censure
En RDA, chaque livre était soumis à une évaluation par le processus d'approbation avant impression avant sa publication (une pré-censure, qui, cependant, n'en portait pas le nom officiellement). Par la suite, l' Administration centrale des éditeurs et du commerce du livre (HV) du ministère de la Culture de la RDA autorisait le livre, proposait des modifications ou prononçait une interdiction. Les critiques portaient principalement sur le contenu, mais aussi dans certains cas sur des formes linguistiques inhabituelles. Le siège social a également déterminé le nombre d’exemplaires à imprimer en fonction de l’évaluation finale. De 1965 à 1973, Bruno Haid a été vice-ministre de la Culture de la RDA. En 1970, il devient le premier président du conseil d'administration de la littérature socio-historique pour enfants et du centre de la RDA pour la littérature pour enfants. Christoph Hein et Günter de Bruyn ont appelé à l’abolition de la censure lors du 10e Congrès des écrivains en 1987.

## Genres

### Poésie
La poésie était une partie importante de la production littéraire en RDA. Les poèmes offraient beaucoup de possibilités de s’affranchir des exigences formelles du régime. Néanmoins, ils étaient également propres à propager l’idéologie officielle.
La poésie des débuts de la RDA s'est surtout développée à partir des mouvements d'avant-garde des années 1920 et de la propagande politique socialiste des années 1920 et 1930.
Dans les années 1960, une jeune génération de poètes a cherché de nouvelles formes linguistiques, s’efforçant d’intégrer les idéaux de la nouvelle société socialiste. La poésie des années 1980 est devenue plus subversive dans sa forme et son contenu et a été principalement publiée dans des publications samizdat sans autorisation de l'État (ce mouvement poétique des années 1980 est également connu sous le nom d'École saxonne de poésie ).
À partir de 1967, les revues Série Blanche et Album de Poésie sont publiées.
Les poètes les plus importants de la RDA sont (chronologiquement) Johannes R. Becher, Bertolt Brecht, Louis Fürnberg, Kurt Barthel ; Wolf Biermann, Reiner Kunze, Heinz Kahlau, Eva Strittmatter parmi d'autres.

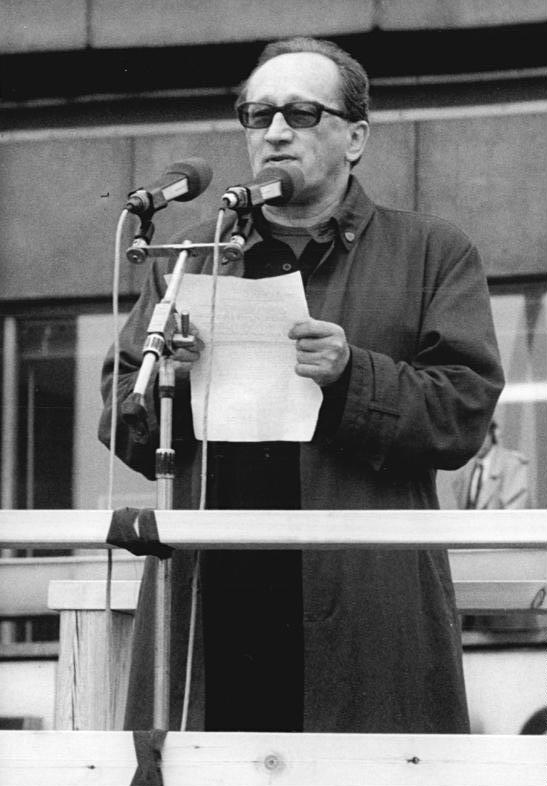
Heiner Müller en 1989

### Théâtre
Il n'y avait que quelques dramaturges de la RDA dont les pièces étaient fréquemment jouées dans les théâtres du pays. Bertolt Brecht avait déjà écrit ses drames les plus importants avant 1949. Les dramaturges les plus joués en RDA étaient Peter Hacks et Rudi Strahl, qui ont écrit de nombreuses pièces de théâtre de divertissement. Les œuvres de Heiner Müller n'ont pu être jouées fréquemment dans les théâtres que vers la fin de la RDA, mais l'opacité de ses textes les rendait difficiles comprendre pour de nombreux spectateurs. La Véritable Histoire de Ah Q de Lu Xun dans son adaptation de Christoph Hein et ou l'adaptation par Maxie Wander de Guten Morgen, du Schöne, ont également connu un franc succès.

### Littérature documentaire

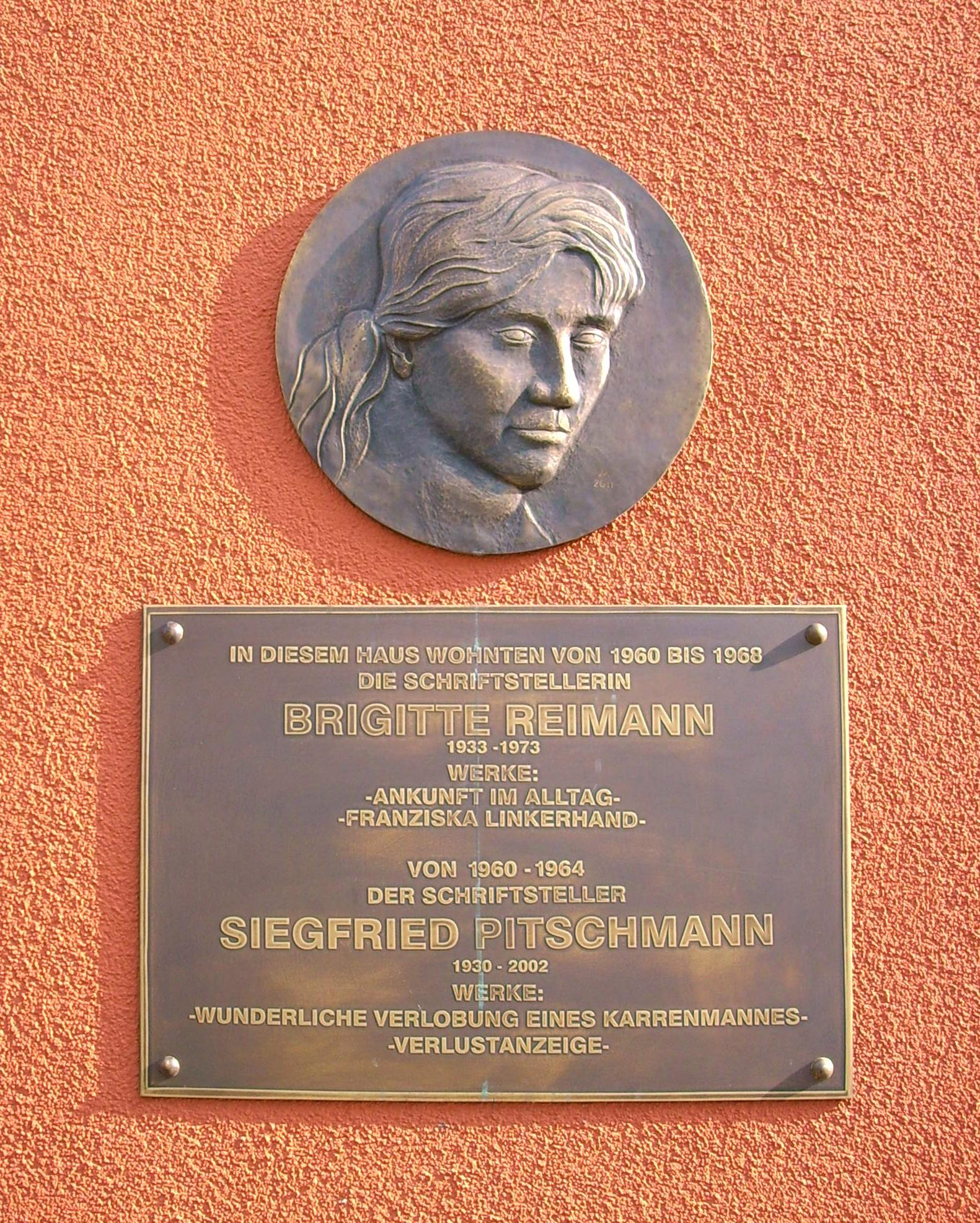
Plaque commémorative en l'honneur de Brigitte Reimann

Une part importante de la littérature de la RDA était constituée de textes décrivant des expériences réelles à l'aide de moyens fictifs. Il s’agissait avant tout de reportages, qui ont été notamment commandés par les autorités d’État dans les années 1960, principalement sur la production et la vie dans la société socialiste. Il y avait également de nombreux livres contenant des récits de voyages à l’intérieur et à l’extérieur du pays. Les recueils d'entretiens de Maxie Wander (Guten Morgen, du Schöne) et d'autres auteurs constituent aussi un important poste de vente. Ils y reflètent de manière très directe et exemplaire les expériences de vie des personnes interrogées. Certaines éditions de journaux intimes (Brigitte Reimann, Maxie Wander) appartiennent également à la littérature documentaire. Celle-ci a acquis une importance particulière en tant que substitut à la liberté de la presse et de circulation restreinte en RDA.

### Littérature de divertissement
La plupart des livres vendus par les auteurs de la RDA étaient de la littérature populaire. Il s’agissait principalement de romans policiers, de récits d’aventure et de de science-fiction. En particulier, les organes d'État de la RDA ont promu et diffusé des romans d'espionnage qui cherchaient à dénoncer les activités des pays occidentaux contre les pays socialistes. Les séries de magazines et les romans de poche tels que Blaulicht, Spannend erzählt, DIE, Roman-Zeitung et d'autres étaient très populaires.
Parmi les écrivains de divertissement les plus célèbres de la RDA figurent Harry Thürk et Tom Wittgen .

### Littérature pour enfants et jeunes adultes
Les livres pour enfants et adolescents jouissaient d’une grande popularité en RDA. Ils ont été publiés par la Kinderbuchverlag Berlin.
Dans les années 1950 et 1960, l'orientation fondamentale du réalisme socialiste s'appliquait également à la littérature pour enfants et jeunes adultes, même s'il existait déjà à cette époque des livres pour enfants de haute qualité et sans idéologie. A partir de la fin des années 1960, les livres qui visent principalement à promouvoir un développement adapté aux enfants sont devenus plus courants.
Parmi les auteurs de livres pour enfants et adolescents les plus célèbres de la RDA figuraient notamment Benno Pludra, Liselotte Welskopf-Henrich, Gerhard Holtz-Baumert, Elizabeth Shaw, Christa Kożik. Des écrivains célèbres tels que Franz Fühmann, Christoph Hein et Reiner Kunze ont également écrit des livres pour enfants. Des illustrateurs renommés tels que Manfred Bofinger ont contribué de manière significative à la qualité de nombreux livres pour enfants et adolescents en RDA.

### Non-fiction
Des livres non romanesques étaient aussi très lus. Parmi les livres les plus imprimés en RDA figurent le recueil de vulgarisation scientifique Weltall Erde Mensch (Tous, Terre, Humain) largement diffusé parmi les jeunes allemands de 1954 à 1974, ainsi que ceux qui l'ont suivis Der Sozialismus, Deine Welt (Le socialisme, ton monde) (1975-1982) et Vom Sinne unserer Leben (Sur le sens de notre vie) (1983-1990).

## Auteurs importants et œuvres choisies

### Littérature de la RDA
Parmi les auteurs les plus importants ayant publié des livres en RDA, on trouve :

#### Prose

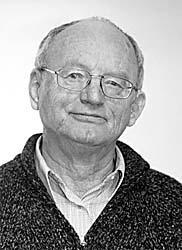
Hermann Kant en 2001

- Bruno Apitz : Nackt unter Wölfen (1958)
- Jurek Becker : Jakob le menteur (Jakob der Lügner) (1969)
- Johannes Bobrowski : Levins Mühle. 34 Sätze über meinen Großvater (Roman, 1964)
- Volker Braun : Hinze-Kunze-Roman (1985)
- Werner Bräunig : <i id="mwAWc">Rummelplatz</i> (2007, posthume)
- Bertolt Brecht : Buckower Elegien (1954)
- Günter de Bruyn : Buridans Esel (1968), Preisverleihung (1972), Märkische Forschungen (1978)
- Eduard Claudius : Menschen an unserer Seite (1951)
- Franz Fühmann : Das Judenauto (1962), Zweiundzwanzig Tage oder Die Hälfte des Lebens (1973), Die dampfenden Hälse der Pferde im Turm von Babel
- Christoph Hein : Der fremde Freund (Drachenblut) (1985)
- Stephan Hermlin : Abendlicht
- Stefan Heym : Ahasver (1981/1988)
- Hermann Kant : Die Aula (1965), Der Aufenthalt (1977)
- Günter Kunert : Im Namen der Hüte (1967)
- Erich Loest
- Irmtraud Morgner : Leben und Abenteuer der Trobadora Beatriz (1974)
- Erik Neutsch : Spur der Steine (1964)
- Dieter Noll : Die Abenteuer des Werner Holt (1960, 1963)
- Brigitte Reimann : Ankunft im Alltag (1961), Franziska Linkerhand (1983)
- Anna Seghers : Les morts restent jeunes (Die Toten bleiben jung) (1949)
- Erwin Strittmatter : Ole Bienkopp (1963), Der Laden (1983)
- Fred Wander : Der siebente Brunnen (1970)
- Maxie Wander : Guten Morgen, du Schöne (1977)
- Christa Wolf : Der geteilte Himmel (1963), Christa T. (Nachdenken über Christa T.) (1976), Kassandra (1983)

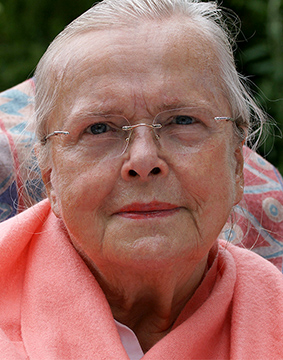
Eva Strittmatter en 2009

- Arnold Zweig

#### Poésie
- Johannes R. Becher : Ressuscité des ruines (1949)
- Johannes Bobrowski : Sarmatische Zeit (1961)
- Pierre Huchel : Gedichte (1948)
- Heinz Kahlau
- Sarah Kirsch : Landaufenthalt (1967), Zauberzauber (1973)
- Reiner Kunze : Zimmerlautstärke (1972)
- Eva Strittmatter : Ich mach ein Lied aus Stille (1973), Die eine Rose überwältigt alles (1977)

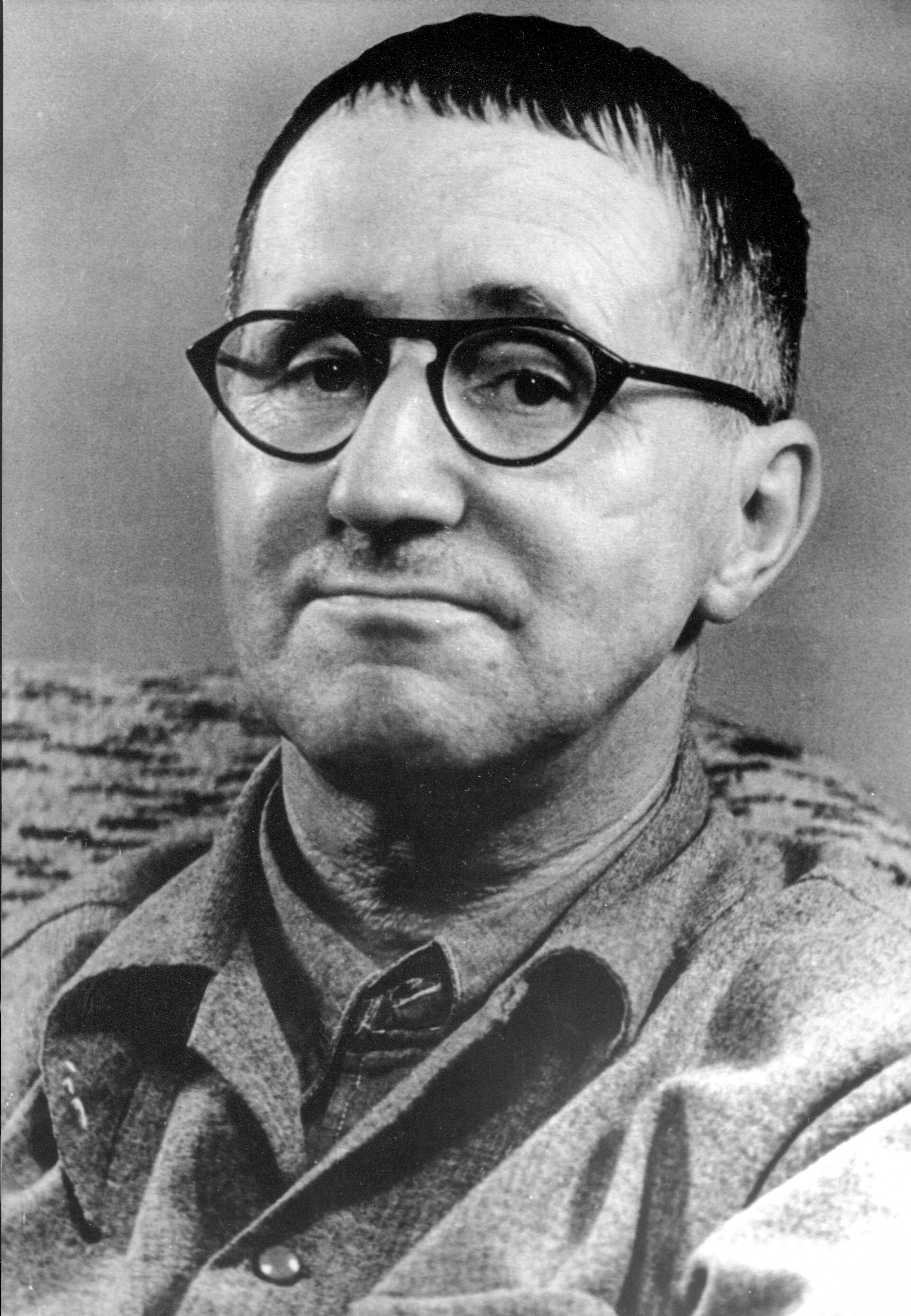
Bertolt Brecht

#### Théâtre
- Volker Braun : La société en transition
- Bertolt Brecht : Le Cercle de craie caucasien (Der kaukasische Kreidekreis) (1948),
- Peter Hacks : Adam und Eva, Ein Gespräch im Hause Stein über den abwesenden Herrn von Goethe
- Heiner Müller : Le Salaire (1957), Philoctète (1965), Hamlet-machine (1977)
- Ulrich Plenzdorf : Les nouvelles souffrances du jeune W. (1973)
- Rudi Strahl

### Livres à succès

#### Aperçu
En RDA, les ventes de livres dépendaient fortement du soutien ou des restrictions accordées par les autorités de l'État. Les livres de fiction les plus lus devaient correspondre à l'idéal idéologique de la RDA et étaient achetés en grande quantité pour les entreprises, les associations, les bibliothèques et étaient souvent utilisés comme cadeaux pour les employés qui se distinguaient par leur travail. Certains ont aussi été parmi les lectures obligatoires dans les écoles pendant plusieurs décennies.
Les livres plus critiques, en revanche, n'ont reçu qu'un tirage et un nombre total d'exemplaires très faibles. Les œuvres importantes de Christa Wolf, Brigitte Reimann et Christoph Hein, par exemple, n'ont connu jusqu'en 1990 qu'entre 7 et 11 éditions et étaient difficiles à trouver en librairie, tandis que le roman socialiste de Dieter Noll , Les Aventures de Werner Holt, a connu plus de 40 éditions en RDA, mais pas une seule en République fédérale.

#### Littérature pour adultes
Parmi les œuvres de fiction les plus publiées en RDA figurent :
Littérature scolaire
- Nackt unter Wölfen (1958) de Bruno Apitz, 77 éditions en RDA, 11 éditions ouest-allemandes, probablement le livre de fiction le plus publié écrit en RDA
- Die Abenteuer des Werner Holt de Dieter Noll, environ 41 éditions en RDA, aucune édition ouest-allemande
- Die Aula (1965) de Hermann Kant, environ 25 éditions de la RDA
- Ole Bienkopp (1953) d'Erwin Strittmatter

Autres œuvres
- Spur der Steine (1964) d' Erik Neutsch, environ 30 éditions en RDA
- Guten Morgen, du Schöne (1977) de Maxie Wander, livre de portraits, avec de nombreuses réimpressions en RDA et en RFA, plus de 10 traductions, au moins 35 productions théâtrales et 7 adaptations cinématographiques
- Franziska Linkerhand (1983) de Brigitte Reimann, 11 éditions de la RDA
- Kassandra (1983) de Christa Wolf, 8 éditions en RDA, nombreuses éditions et traductions ouest-allemandes
- Les nouvelles souffrances du jeune W. (1973) par Ulrich Plenzdorf
- L'Étrange Ami (1985) de Christoph Hein
- La Boutique (1983) d'Erwin Strittmatter
- Le Séjour (1977) de Hermann Kant, environ 11 éditions

Littérature pour enfants
- Der kleine Angsthase (1953) d'Elizabeth Shaw, 30 éditions, environ 800 000 exemplaires jusqu'en 1990, puis d'autres éditions
- Die Söhne der großen Bärin (1951-1970) de Liselotte Welskopf-Heinrich, six volumes (hexalogie) en plusieurs versions, avec adaptations cinématographiques
- Alfons Zitterbacke (1958–1962) de Gerhard Holtz-Baumert, deux livres, adaptations cinématographiques

### Ouvrages d'auteurs de RDA publiés RFA uniquement
Ces œuvres ont été publiées uniquement en RFA (les Tamisdat) et non en RDA (jusqu'en 1989)
- Sascha Anderson : Jeder Satellit hat einen Kindersatelliten (1982)
- Wolf Biermann : Die Drahtharfe ( 1965)
- Thomas Brasch : Vor den Vätern sterben die Söhne (1977)
- Wolfgang Hilbig : Eine übertragung (1989)
- Uwe Johnson : Conjectures sur Jakob (Mutmaßungen über Jakob) (1959)
- Sarah Kirsch : Rückenwind (1976)
- Erich Loest : Pistole mit sechzehn. Erzählungen (1979)
- Monika Maron : Flugasche (1981)
- Lutz Rathenow : Met dem Schlimmsten wurde schon gerechnet ( 1980)

## Sécurité de l'État et littérature
Environ 1 500 employés non officiels du ministère de la Sécurité d'État de la RDA ont surveillé la scène littéraire en RDA entre 1949 et 1989. Leur tâche principale était d’obtenir autant d’informations que possible sur les écrivains afin de pouvoir prévenir en temps opportun toute activité susceptible de mettre en danger l’État.
Les écrivains les plus actifs en tant que collaborateurs officieux furent Paul Wiens (dont plus de 1700 feuilles de rapports ont été conservées), Fritz Rudolf Fries, Jan Koplowitz, Peter Edel et le président de l'Association des écrivains Hermann Kant. C'était aussi le cas d'Erwin Strittmatter, Dieter Noll, Günter Görlich, Max Walter Schulz ou Gisela Steineckert. Les employés d’édition, les chercheurs et d'autres travailleurs du circuit du livres contribuaient aussi à la surveillance active des écrivains.

## Dates et contexte historique
- Juillet 1945 : fondation de l'Association culturelle pour le renouveau démocratique de l'Allemagne, intégration des artistes pour soutenir le nouveau pouvoir dirigeant.
- 1945 : fondation des premières maisons d'édition (Aufbau, Henschel ), ainsi que du magazine « Aufbau: Kulturpolitische Monatsschrift », organe politico-culturel important
- 1947 : Premier congrès des écrivains allemands
- 1949 : Conférence du SED, la culture doit être résolument fondée sur le marxisme-léninisme
- 1950 : Deuxième congrès des écrivains allemands
- Mars 1951 : « Lutte contre le formalisme dans l'art et la littérature, pour une culture allemande progressiste » par Walter Ulbricht
- 1952 : Fondation de l'« Association des écrivains allemands »
- 1955 : Arrestation d'Erich Loest
- 1956 : « Dégel » en Union soviétique
- 1957 : Condamnation de l'éditeur Walter Janka à plusieurs années de prison
- Avril 1959/1964 : « Voie de Bitterfeld »
- Août 1961 : Construction du mur
- Décembre 1965 : Onzième plénum du Comité central du SED, avec des critiques de certains écrivains tels que Stefan Heym et Wolf Biermann
- 1971 : Erich Honecker nouveau président du SED, « pas de tabous »
- Novembre 1976 : Expulsion de Wolf Biermann, lettres de protestation de plus de 100 artistes et écrivains contre celle-ci, suivie de plusieurs exclusions de l'Association des écrivains et de la fuite de nombreux auteurs en République fédérale
- 1978 : Huitième congrès des écrains de la RDA
- 1979 : Procédure pénale contre Stefan Heym
- 1981 : Réunion de Berlin pour la promotion de la paix, avec des écrivains de la RDA, de la République fédérale et d'autres pays
- 1987 : Dixième congrès des écrivains, avec des critiques contre la situation politique de la littérature en RDA
- mars 1990 : Congrès extraordinaire des écrivains
- 31 décembre 1990 : Dissolution de l'Association des écrivains allemands